# Rättviksparken

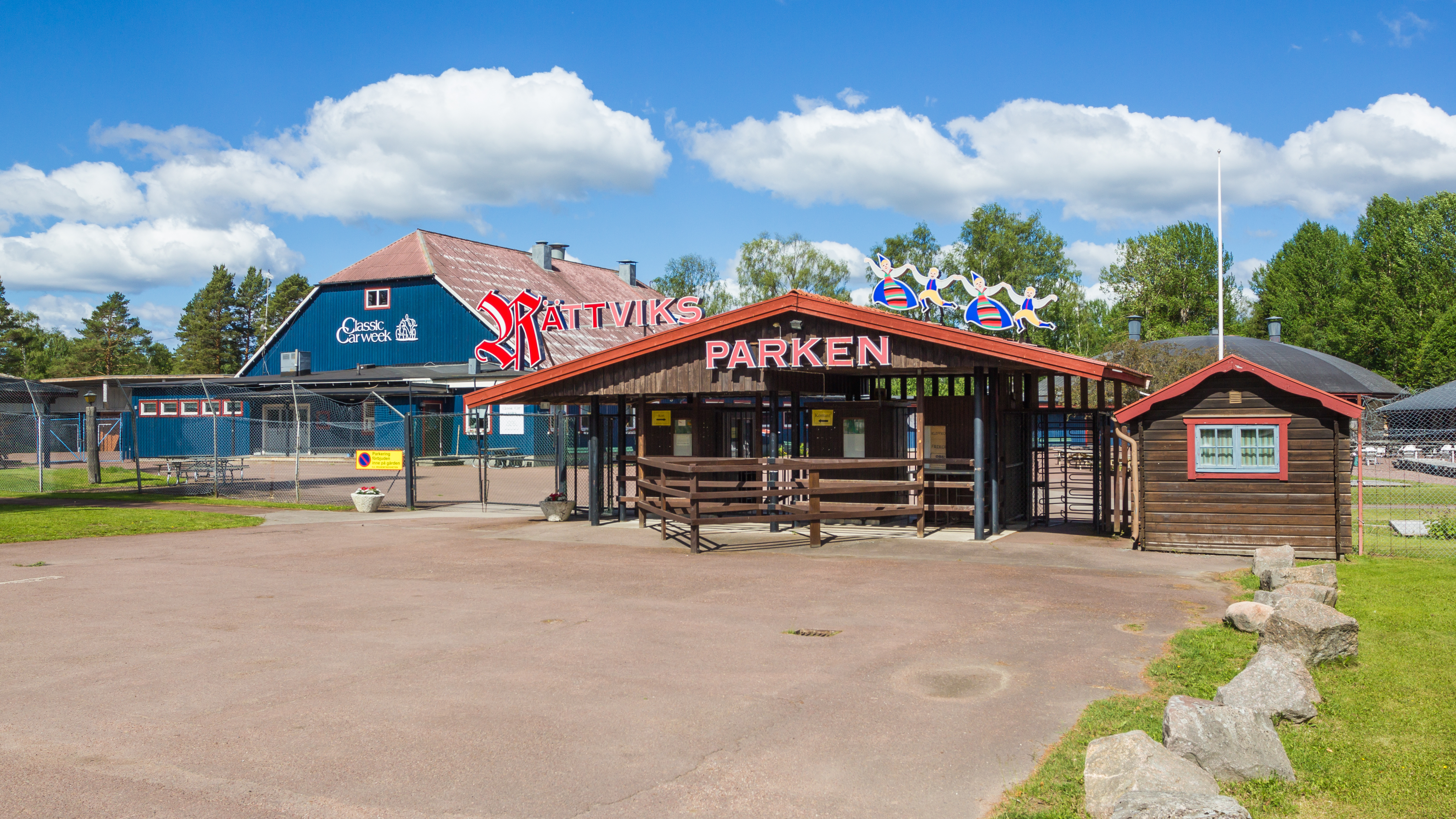
Rättviksparken

Rättviksparken ligger i utkanten av Rättviks centrum med Enån som rinner rakt igenom området. Där finns camping, stugby, vandrarhem och en folkpark med dans, disco, kända artister, festivaler, barnteater m.m.

## Historik
Rättviksparken byggdes 1932 på den tidigare festplatsen Massarbäck. Med tiden utvecklades folkparken med campingområde och stugby.